# Raoul de Bourges
Pour les articles homonymes, voir Raoul, Rodolphe, Turenne et Bourges.
Raoul de Bourges, Rodulfe de Bourges ou Rodolphe de Bourges a été archevêque de Bourges du deuxième semestre de 842 à sa mort en juin 866. C'est un saint catholique fêté le 21 juin.

## Biographie
Il était le fils de Raoul (ou Rodulfe) de Quercy, comte de Quercy et seigneur de Turenne (Corrèze) et de son épouse Aiga. En 823, il a été offert comme oblat par ses parents afin qu'il devienne clerc. Il a très probablement été moine à l'Abbaye de Solignac en (Limousin) en 841.
Devenu abbé peut-être de Solignac, il est nommé archevêque de Bourges (Cher) probablement dans le second semestre 842 car le 29 juillet 842 Pépin II d'Aquitaine l'appelle seulement fidelis noster sans lui donner son titre d'archevêque qui n'apparaît dans les textes qu'en février 844. Mais les moines de Saint-Sulpice de Bourges écrivent qu'il est archevêque depuis 842 jusqu'à sa mort en 867, pendant 25 ans, cependant Adon, archevêque de Vienne indique qu'il est mort en juin 866. Louis Duchesne indique qu'il est cité dans deux diplômes de l'année qui suit la mort de Louis le Pieux (20 juin 840), dans le premier avec le titre d'abbé, le second avec celui d'évêque,.
En 845, il a participé aux négociations entre Charles le Chauve et Pépin II d'Aquitaine qui ont eu lieu à l'Abbaye de Saint-Benoît-sur-Loire dont il était l'abbé jusqu'en 859.
Il a d'abord été proche de Pépin II d'Aquitaine avant de se rapprocher de Charles le Chauve après son emprisonnement à la fin 849. En octobre 855 à Limoges, et afin de satisfaire les grands d'Aquitaine, Charles le Chauve fait proclamer, sacrer et couronner roi d'Aquitaine par l'archevêque de Bourges son second fils, Charles l'Enfant. 
D'après Trithème, il aurait aussi été abbé de Saint-Médard de Soissons. Il aurait participé à ce titre au concile de Mayence en 848. Cette affirmation semble douteuse à Maximin Deloche car archevêque de Bourges à cette date, son titre n'est pas cité.
En 843, il a transféré les reliques de Sainte Perpétue de Rome à l'abbaye de Dèvres (ou Deuvre), à Saint-Georges-sur-la-Prée. En 846, il aurait aussi transféré les reliques de Saint Satur, compagnon de Felicité et de Perpétue, martyrisés à Carthage en 203, à Château Gordon, qui prit le nom de Saint-Satur (Cher). 
En 855, il a fondé l'abbaye Saint-Pierre de Beaulieu-sur-Dordogne (Corrèze) sur un bien héréditaire. Il y a installé des moines venus de l'abbaye de Solignac ; à charge de prier pour le repos de l'âme de son père Raoul. Il a fondé l'abbaye de Végennes en 856.
Il a participé à plusieurs conciles : à Meaux, en 845, à Toul près de Savonnière, en 859, à Tusey, en 860, et à Pîtres, en 861-862,. 
Il est le premier prélat de Bourges à avoir obtenu du pape Nicolas Ier le titre de primat des Aquitaines et des Narbonnaises et de patriarche dans une lettre datée de 864.
Il s'est employé à réformer tous les abus qu'il avait constatés dans son diocèse. Pour faire connaître à son clergé les anciens canons dont l'observance était devenue très approximative, il a rédigé l' « Instruction pastorale ». Ce recueil regroupant 45 chapitre a servi jusqu'au XXe siècle à la formation du clergé,,.